# Lone Wolf McQuade
Lone Wolf McQuade is een Amerikaanse westernfilm uit 1983 onder regie van Steve Carver, met Chuck Norris in de hoofdrol.

## Verhaal
J.J. McQuade is een voormalig marinier en Texas Ranger met onvoorstelbare vaardigheden in karate die het liefst alleen werkt. Hij krijgt de taak om een bende op te sporen die wapens smokkelt. De bendeleider, Wilkes, is een meester in de vechtkunsten. McQuade begint de jacht op Wilkes en de twee ontmoeten elkaar uiteindelijk in een grote confrontatie.

## Rolverdeling
| Acteur             | Personage       |
| ------------------ | --------------- |
| Chuck Norris       | J.J. McQuade    |
| David Carradine    | Rawley Wilkes   |
| Barbara Carrera    | Lola Richardson |
| Leon Isaac Kennedy | Jackson         |
| Robert Beltran     | Kayo            |
| L.Q. Jones         | Dakota          |
| Dana Kimmell       | Sally McQuade   |

## Trivia
De televisieserie Walker, Texas Ranger met eveneens Chuck Norris in de hoofdrol is geïnspireerd op deze film.